# Cisticola eximius
El cistícola dorsinegro (Cisticola eximius) es una especie de ave paseriforme de la familia Cisticolidae propia de África occidental y central. Su hábitat natural son los herbazales húmedos tropicales y los herbazales estacionalmente inundables.